# Lincomycin
Lincomycin (Lincomycin A) ist ein antibiotisch wirksamer Arzneistoff aus der Gruppe der Lincosamide. Lincomycin wird aus dem Bakterium Streptomyces lincolnensis isoliert, einer Gattung der Streptomyceten.

## Chemie
Lincomycin A besteht aus Propylprolin, einem Derivat der Aminosäure Prolin, und dem Aminozucker Methylthiolincosaminid, einem Derivat des C8-Zuckers Oktose, die über eine Amidbindung verbunden sind. Arzneilich verwendet wird das Lincomycinhydrochlorid-Monohydrat.

## Wirkung
Lincomycin hat ein ähnliches Wirkungsspektrum wie Clindamycin, ist allerdings weniger potent. Es wirkt wie Makrolide über eine Bindung an die 50 S-Untereinheit der bakteriellen Ribosomen, wodurch die Proteinsynthese der empfindlichen Erreger unterbunden wird. Das Antibiotikum ist insbesondere gegen gram-positive Erreger wie Staphylokokken und Streptokokken wirksam und wird vor allem bei Infektionen der Atemwege eingesetzt.
Nach der Gabe reichert sich das Antibiotikum in Makrophagen an und gelangt über diese zu Infektionsherden. Im Liquor cerebrospinalis werden keine ausreichenden Konzentrationen erreicht. Es wird in der Leber abgebaut und über Kot und Urin ausgeschieden.

## Anwendungsgebiete
Angezeigt ist Lincomycin zur Behandlung von durch Lincomycin-empfindliche Erreger hervorgerufene Infektionskrankheiten. Lincomycin wird vielfach in der Tiermedizin verwendet, z. B. bei Hunden, Katzen, Schweinen, Rindern und Geflügel.

## Kontraindikationen und Nebenwirkungen
Die perorale Verabreichung von Lincomycin ist bei Pflanzenfressern (z. B. Pferde, Wiederkäuer, Meerschweinchen, Kaninchen und Hamster) kontraindiziert, da es zu tödlichen Dickdarmentzündungen durch Lincomycin-resistente Clostridien führen kann.
Die intramuskuläre Injektion kann schmerzhafte Schwellungen an der Injektionsstelle hervorrufen. Bei zu schneller intravenösen Injektion können Thrombophlebitis, Blutdruckabfall und Herzstillstand auftreten. Bei oraler Gabe kann eine Gastroenteritis mit Erbrechen und blutigem Durchfall auftreten.

## Zulassung
In der Tiermedizin wird Lincomycin als Monopräparat (Lincobel, Lincocin, Lincomycin, Lincomysel) oder in Kombination mit anderen Antibiotika (Albiotic, Aviosan, Lincospectin, Lincocin Neo, Pyanosid, Spectolin) angeboten. In der Humanmedizin ist Lincomycin in Deutschland nicht, wohl aber in den USA (Lincocin, Lincorex) und in Kanada (Lincocin) zugelassen.